# Minto (Alaska)
Minto es un lugar designado por el censo ubicado en el Área censal de Yukón–Koyukuk en el estado estadounidense de Alaska. En el Censo de 2010 tenía una población de 210 habitantes y una densidad poblacional de 0,6 personas por km².

## Geografía
Minto se encuentra en las coordenadas 65°6′6″N 149°33′43″O / 65.10167, -149.56194. Según la Oficina del Censo de los Estados Unidos, Minto tiene una superficie total de 352.68 km², de la cual 343.46 km² corresponden a tierra firme y (2.61%) 9.22 km² es agua.

## Demografía
Según el censo de 2010, había 210 personas residiendo en Minto. La densidad de población era de 0,6 hab./km². De los 210 habitantes, Minto estaba compuesto por el 4.29% blancos, el 0% eran afroamericanos, el 90.48% eran amerindios, el 0% eran asiáticos, el 0% eran isleños del Pacífico, el 0.48% eran de otras razas y el 4.76% pertenecían a dos o más razas. Del total de la población el 0.48% eran hispanos o latinos de cualquier raza.

## Localidades adyacentes
El siguiente diagrama muestra a las localidades más próximas a Minto.